# Angle Lake
Angle Lake är en sjö i Kanada.   Den ligger i provinsen Alberta, i den centrala delen av landet, 2 700 km väster om huvudstaden Ottawa. Angle Lake ligger 608 meter över havet. Arean är 1,2 kvadratkilometer. Den sträcker sig 1,6 kilometer i nord-sydlig riktning, och 2,5 kilometer i öst-västlig riktning.
Trakten runt Angle Lake består till största delen av jordbruksmark. Trakten runt Angle Lake är nära nog obefolkad, med mindre än två invånare per kvadratkilometer.